# Comarcas de Huelva

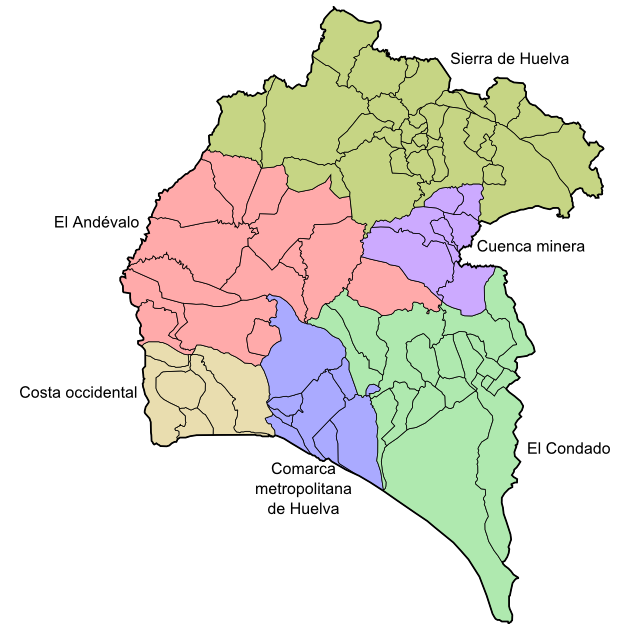
Comarcas de Huelva

De acordo com a Junta da Andaluzia, a Província de Huelva divide-se em 6 comarcas:
- Andévalo
- Condado de Huelva
- Costa Ocidental de Huelva
- Cuenca Minera
- Comarca Metropolitana de Huelva
- Serra de Huelva